# 구카이라이
구카이라이(중국어: 谷开来, 1958년 11월 15일 ~ )는 중화인민공화국의 충칭 시 당서기였던 보시라이의 두 번째 배우자였다. 2012년 8월 영국의 사업가 닐 헤이우드를 살해한 혐의로 사형 집행 유예를 선고 받았다. 또한 그녀에 뒤이어 구리핑, 루이청강, 쑨정차이 등 배후에서 결탁한 사람들이 잇달아 조사를 받고 처벌되었다.

## 가족
구카이라이는 중국좌익작가연맹 활동을 거쳐, 1932년 중국 공산주의 청년단, 같은 해 중국 공산당에 입당한 중국의 공산주의 혁명가이자, 덩리췬의 혁명 선배로 가깝게 지내왔던 중국인민해방군의 장군 구징성(谷景生)의 5녀 중 막내로 태어났다. 구징성은 한국전쟁 때 인민지원군을 이끌고 상감령 전투 등에 참전해 국군과 유엔군에 피해를 입힌 인물이다. 1980년대에는 신장 위구르 자치구 부서기 등을 지냈다. 구카이라이는 랴오닝성 진저우시에서 1984년 보시라이를 만났는데 당시 그는 중국 공산당 비서였다. 아들 보과과를 두었는데, 보과과는 방탕한 유학 생활을 하면서도 공청단의 실세였던 링지화와 리위안차오 등의 보호와 지원을 받았으며 보과과는 후일 해로스쿨, 옥스퍼드 대학, 하바드 케네디 스쿨에 들어가기도 한다.

## 경력
구카이라이는 베이징 대학 법학과를 나온 뒤, 베이징 대학에서 국제관계학으로 석사학위를 받았으며, 베이징에서 로펌을 개업했다. 보시라이의 배우자로 로펌에서 근무하는 동안 몇몇 사건을 맡아 처리했고 앨라배마주 모빌(앨라배마주)에서 미국을 상대로 한 민사 소송에서 승소한 변호사가 되기도 했다. 구카이라이는 이를 책으로 내놓고 자신이 중화인민공화국에서 여성 인권 변호사의 입지를 갖도록 홍보하기도 했다.

## 살해 혐의
2012년 3월 구카이라이는 보시라이의 측근 왕리쥔이 쓰촨성 청두시에 있는 미국 영사관으로 망명 신청을 한 후에 발생한 국가적 스캔들에 연루됐는데 보시라이가 구카이라이에 대한 부패 혐의 조사를 방해한다는 증거를 왕리쥔이 제시했다는 소문이 돌았다. 왕리쥔은 구카이라이가 충칭에서 영국 사업가 닐 헤이우드를 독살했다고 밝혔다. 월스트리트 저널은 왕리쥔이 헤이우드 살해 사건과 관련해서 보시라이의 눈밖에 났다고 보도했다. 왕리쥔 사건의 여파로 보시라이가 중국 공산당의 요직에서 쫓겨난 후 구카이라이가 헤이우드 살해 혐의로 조사받을 때 국영 언론에서는 그녀의 이름을 '보구카이라이'라고 보도했는데, 이를 두고 구카이라이가 외국 영주권을 가지고 있었기에 보구카이라이라는 이름으로 보도됐다는 주장과 구카이라이의 헤이우드 살인 혐의를 통해 보시라이의 불법 행위를 부각하기 위해 이를 의도한 것이라는 의견이 있다.

## 재판
2012년 7월 26일 헤이우드 살해 혐의로 기소됐으며 2012년 8월 9일 신화통신은 구카이라이가 헤이우드 살인 사건에 관여했음을 인정했다고 보도했다. 구카이라이는 신경 쇠약으로 이런 범죄를 저지르게 됐다고 주장했으나 어떤 형량이 주어지더라도 달게 받겠다고 밝혔다. 2012년 8월 20일 구카이라이는 사형 선고에 집행유예 2년을 선고받았다. 재판은 하루 동안 진행됐으며 구카이라이는 이에 이의를 제기하지 않았다. 장샤오쥔은 또한 자기도 헤이우드 살인 사건에 연루됐음을 자백하여 9년형을 선고받았다. 몇몇 매체에서는 재판에 나타난 여성이 구카이라이가 아니라 다른 사람이라고 주장하였으며 이러한 주장은 중국 누리꾼들 사이에서 화제가 되었으며 중국 당국은 이런 주장들을 검열하고자 하였다. 2015년 12월 14일 집행유예 기간 동안 반성하는 모습을 보이며 별 물의를 일으키지 않았다는 이유로 종신형으로 감형됐다.